# Cloniophorus parallelipenne
Cloniophorus parallelipenne är en skalbaggsart som först beskrevs av Max Quedenfeldt 1888.  Cloniophorus parallelipenne ingår i släktet Cloniophorus och familjen långhorningar. Inga underarter finns listade i Catalogue of Life.